# Giovanni Zerbini
Giovanni Zerbini SDB (* 29. Dezember 1927 in Chiari) ist ein italienischer Ordensgeistlicher und römisch-katholischer Altbischof von Guarapuava.

## Leben
Giovanni Zerbini trat der Ordensgemeinschaft der Salesianer Don Boscos bei und empfing am 29. Juni 1956 die Priesterweihe.
Papst Johannes Paul II. ernannte ihn am 11. Januar 1995 zum Bischof von Guarapuava in Brasilien. Der Erzbischof ad personam von Brescia, Bruno Foresti, spendete ihm am 19. Februar desselben Jahres die Bischofsweihe; Mitkonsekratoren waren Vigilio Mario Olmi, Weihbischof in Brescia, und Pedro Antônio Marchetti Fedalto, Erzbischof von Curitiba.
Am 2. Juli 2003 nahm Papst Johannes Paul II. sein altersbedingtes Rücktrittsgesuch an.